# Муддус (национальный парк)
Национа́льный па́рк Му́ддус (швед. Muddus nationalpark) — национальный парк в коммунах Елливаре (большая часть) и Йокмокк лена Норрботтен, в исторической провинции Лаппланд на севере Швеции. Национальный парк Муддус является популярным среди туристов и альпинистов. Основан в 1942 году расширен в 1984 году.
Национальный парк по своей форме напоминает эллипс. Область, в которой он находится, является одной из самых дождливых в Швеции, что делает пешие прогулки по парку сильно зависимыми от погодных условий.
В национальном парке Муддус половина территории представляет собой болота. Также в парке Муддус можно наблюдать живописный водопад высотой 42 метра, ущелье (Moskoskoru) ста метров глубиной и сосну с оценочным возрастом по крайней мере в 710 лет (было выяснено, что дерево пережило лесной пожар 1413 года).
В парке встречается несколько редких видов орхидей.
Несмотря на труднодоступность территории парка, в своё время она была заселена, но последнее поселение было оставлено в 1909 году.
Наряду с соседними национальными парками Сарек, Падьеланта и Стура-Шёфаллет, а также природными резерватами Сьяунья и Стубба, парк входит в список всемирного наследия ЮНЕСКО с 1996 года, как часть Лапонии.